# Oľga Glosíková
Oľga Glosíková (24. března 1953 – 24. dubna 2024) byla slovenská vysokoškolská pedagožka a ředitelka Muzea rusínské kultury v Prešově, po sametové revoluci československá politička, ukrajinské, respektive rusínské národnosti, poslankyně Sněmovny národů Federálního shromáždění za Komunistickou stranu Slovenska, později za Stranu demokratické levice.

## Biografie
Absolvovala Filozofickou fakultu Univerzity Pavla Jozefa Šafárika v Košicích (obor filozofie - dějepis) a pracovala pak jako učitelka na Středním odborném učilišti ve Svitu. Pak se stala odbornou asistentkou na Vysoké škole technické v Košicích se sídlem v Prešově (dnešní Technická univerzita Košice).
Ve volbách roku 1990 kandidovala do slovenské části Sněmovny národů (volební obvod Východoslovenský kraj) za KSS, která v té době byla ještě slovenskou územní organizací celostátní Komunistické strany Československa (KSČS). Postupně se ale osamostatňovala a na rozdíl od sesterské strany v českých zemích se transformovala do postkomunistické Strany demokratické levice. Glosíková svůj mandát získala až dodatečně jako náhradnice v říjnu 1991 a přešla přímo do klubu SDĽ. Ve Federálním shromáždění setrvala do voleb roku 1992.
Od roku 1995 působila na katedře výrobních technologií na Technické univerzitě v Košicích se sídlem v Prešově. V roce 2005 získala titul doktor věd na Filozofickém ústavu Státní akademie věd Běloruska. Uvádí se jako vědecká pracovnice a autorka monografií Ontologická analýza koevolučnej spätosti sociokultúrnej reality a prírody a Ontologická podstata koevolúcie sociokultúrnej reality a prírody. Publikovala rovněž četná vysokoškolská skripta z filozofie, religionistiky, psychologie, sociologie práce a managementu, sociologie a průmyslové psychologie. Publikovala i studie zaměřené na rusínskou menšinu na Slovensku. V roce 2012 se uváděla coby ředitelka Muzea rusínské kultury v Prešově.